# Иванов, Михаил Васильевич (актёр)
Михаил Васильевич Иванов (19 октября (1 ноября) 1905, Санкт-Петербург — 6 ноября 1980, Ленинград) — советский актёр театра и кино, Заслуженный артист РСФСР (1964). Известен многолетней работой в Большом драматическом театре имени М. Горького, ролями в кино и выступлениями на эстраде.

## Биография
Родился в Санкт-Петербурге в многодетной семье. Отец Василий Иванович — мастер патронного завода, мать Татьяна Михайловна — домашняя хозяйка. В 1918 году стратегический завод был эвакуирован в Симбирск, Ивановы, как и другие семьи рабочих, переехали в Поволжье.
В 1923 году вернулся в Петроград, где устроился на завод «Русский дизель» чертёжником. Одновременно занимался в Ленинградской государственной художественной студии. В 1929 году был принят в труппу Большого драматического театра, в 1935 году окончил студию актёрского мастерства при БДТ. Обладая тонким юмором и эксцентрическим даром, был занят во многих ролях классического и современного репертуара.
С 1935 года снимался в кино, чаще в эпизодических ролях, снялся более чем в 50 фильмах. В 1957 году был удостоен звания Заслуженный артист РСФСР.
Умер в 1980 году. По некоторым источникам дата смерти — 14 ноября.
Первая жена — актриса филиала БДТ Мария Алексеевна Модестова. Во втором браке с актрисой Юлией Осиповной Блюменфельд имел двух дочерей.

## Роли в театре
- 1931 — Жорж Пероцкий, кадет // Г. Кулиш, «Патетическая соната»
- 1934 — Женя Ксидиас // Л. Славин, «Интервенция»
- 1935 — Берет // Н. Погодин, «Аристократы»
- 1935 — Робинзон // А. Островский, «Бесприданница»
- 1938 — Пострано // Тирсо де Молина, «Благочистивая Марта»
- 1941 — Мурзавецкий // А. Островский, «Волки и овцы»
- 1941, 1949, 1953 — Сильвио, позже — Труффальдино, // К. Гольдони, «Слуга двух господ»
- 1943, 1948 — Хилков, гусар отряда Дениса Давыдова // А. Гладков, «Давным-давно»
- 1944 — Алёшка // Максим Горький, «На дне»
- 1945 — Баянист // Н. Погодин, «Сотворение мира»
- 1950 — матрос Гордиенко // А. Штейн, «Флаг адмирала»
- 1950 — матрос // Б. Лавренёв, «Разлом»
- 1951 — Аркадий Елисатов // К. Тренёв, «Любовь Яровая»
- 1953 — Мартьянов // А. Штейн, «Пролог»
- 1955 — Живновский // М. Салтыков-Щедрин, «Смерть Пазухина»
- 1957 — Удря // М. Себастьян, «Безымянная звезда»
- 1957 — Алексей // М. Горький, «Достигаев и другие»
- 1957 — Лебедев // Ф. М. Достоевский, «Идиот»
- 1958 — Старший капрал // А. Николаи, «Синьор Марио пишет комедию»
- 1959 — Архип Фомич Притыкин // М. Горький, «Варвары»
- 1960 — Полковник Кобаха // А. Корнейчук, «Гибель эскадры»
- 1962 — Князь Тугоуховский, А. С. Грибоедов, «Горе от ума»
- 1963 — Игнатий Дольфит // Б. Брехт, «Карьера Артуро Уи»
- 1964 — Веселый прохожий // Э. Радзинский, «Еще раз про любовь»

## Фильмография (избранное)
- 1940 — Танкер «Дербент»
- 1940 — Шестьдесят дней — командир запаса
- 1953 - Слуга двух господ - Труфальдино из Бергамо
- 1954 — Укротительница тигров — гитарист на буксире
- 1960 — Дама с собачкой — портье
- 1960 — Тайна зелёного бора
- 1960 — Пойманный монах — Ларун
- 1961 — Две жизни
- 1965 — Залп «Авроры» — министр Временного правительства
- 1965 — Сегодня — новый аттракцион — член комиссии
- 1966 — Начальник Чукотки
- 1966 — Три толстяка — придворный
- 1967 — Зелёная карета
- 1968 — Мёртвый сезон
- 1968 — Удар! Ещё удар!
- 1969 — Невероятный Иегудиил Хламида — Марк Львович
- 1970 — Удивительный заклад — учитель словесности
- 1977 — Знак вечности
- 1978 — Соль земли